# Wolfstieg-Gesellschaft
Die Wolfstieg-Gesellschaft war eine deutsche Gesellschaft zur Förderung freimaurerisch-wissenschaftlicher Forschung, die 1913 gegründet wurde.
Ihr Namensgeber ist August Wolfstieg (1859–1922), Verfasser der Bibliographie der Freimaurerischen Literatur.
Die Gesellschaft veröffentlichte ihre Studienergebnisse in Heften sowie in Sonderausgaben und Büchern.

## Geschichte
Während der Inflationszeit der 1920er-Jahre stellte sie vorübergehend ihre Arbeit ein, wurde aber 1926 auf der Tagung des Vereins deutscher Freimaurer in Bad Homburg vor der Höhe wieder ins Leben gerufen. 1935 wurde der Verein aufgelöst.
Nach dem Zweiten Weltkrieg wurde über die Reaktivierung der Wolfstieg-Gesellschaft und des Vereins deutscher Freimaurer (gegründet 1861) nachgedacht, jedoch ist es auf Grund des damals deutlich geschwächten Zustands der Freimaurer nicht mehr dazu gekommen.
2020 wurde erneut ein Verein mit dem Namen Wolfstieg-Gesellschaft als unabhängige Forschungsgesellschaft mit Sitz in Bad Homburg vor der Höhe gegründet. Eine Rechtsnachfolge besteht nicht.